# Faro settentrionale della Meloria
Il faro settentrionale della Meloria è un faro marittimo del mar Ligure che si trova all'estremità settentrionale delle secche della Meloria, al largo del Litorale Pisano. Ad alimentazione fotovoltaica e a luce ritmica, il faro è dotato di una lampada LABI da 100 W che emette due lampi bianchi ogni 10 secondi della portata di 10 miglia nautiche. È localmente conosciuto come "Ship Light".

## Storia
L'infrastruttura venne costruita della Marina Militare tra il 1950 e il 1960 per l'illuminazione notturna delle insidiose secche alle unità da diporto e alle navi mercantili in transito nel tratto marino a Nord. Precedentemente era in funzione un faro a traliccio con lanterna esagonale a fianco della storica torre della Meloria, che era stato attivato nel 1867 e che non era più ritenuto idoneo all'illuminazione dell'intera area delle secche, tanto che all'estremità meridionale venne eretto un altro faro.

## Architettura
L'infrastruttura è costituita da una torre bianca a sezione circolare, alta 18 metri, con galleria interna, che culmina con una terrazza sommitale su cui poggia il tiburio della lanterna metallica grigia, anch'essa a sezione circolare, affiancata dai pannelli solari che ne consentono l'alimentazione.